# Cabildo de Córdoba
El Cabildo de Córdoba, situado en la ciudad argentina del mismo nombre, es uno de los últimos de estilo colonial español  que quedan en la Argentina. Su construcción original data de principios del siglo XVII pero sufrió numerosas transformaciones de acuerdo a las necesidades de cada época, siendo la más importante la que se le realizó en la segunda mitad del siglo XVIII.
Desde su creación fue un importante centro de actividad cívica de la capital provincial: además de haber tenido durante la dominación española la actividad propia de un cabildo, fue también en distintas épocas cárcel, jefatura de policía, auditorio, centro de información y turística y museo. 

## Historia

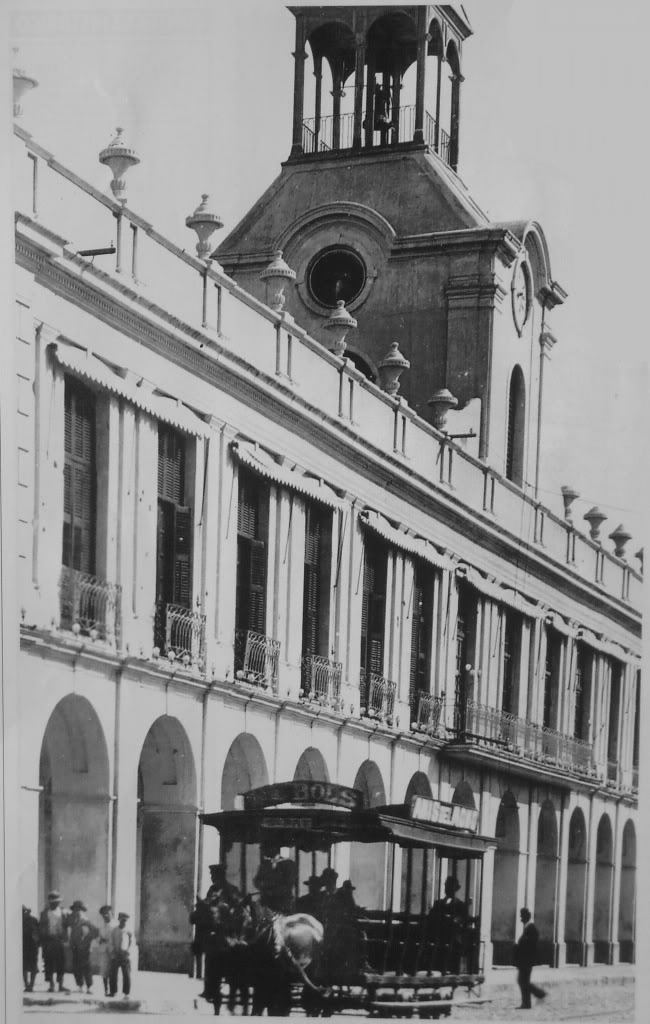
El edificio del Cabildo de Córdoba con su antigua torre a fines de y su característica recova.

Los primeros alcaldes y regidores nombrados al establecerse la ciudad de Córdoba debieron efectuar sus sesiones en casa de algunos de ellos. Con el transcurso de los años empezaron a encarar seriamente la posibilidad de adquirir local propio. Los solares destinados para casas del Ayuntamiento  en el plano de la ciudad, se extendían frente a la Plaza Mayor  (actual Plaza San Martín), pero no habían sido ocupados a pesar de haber transcurrido ya unos quince años desde entonces. Desde su fundación, se lo denominó Cabildo de Justicia y Regimiento de Córdoba y era la institución que organizaba todos los asuntos vecinales: leyes, precios de  los productos, educación, salud, seguridad y la Cárcel Pública. Además se estableció allí el despacho del Gobernador y de sus ministros. Una vez creada la Municipalidad de la ciudad de Córdoba, en 1857, sus funcionarios se instalaron allí y desde comienzos del siglo XX, se convirtió en la Jefatura de la Policía de la Provincia, hasta que en 1989 fue transformado en Centro Cultural y Museo de la Ciudad.
En 1588 se recolectaron las primeras maderas para la edificación. Como la ciudad carecía de fondos se pensó reunirlos procediendo a cobrar las multas que estaban condenadas a pagar algunas personas, parte de las cuales las hicieron en efectivo, y otras aportando puertas, vigas y demás materiales de construcción. Los cabildantes decidieron, en junio de 1589, rodear con cercos uno de los antedichos solares.
Pero por intervención del procurador de la ciudad, capitán Antonio de Alfaro, hubo una nueva dilación de las obras, debido a que este opinaba que eran de mayor urgencia la ermita de los santos Tiburcio y Valeriano, la tapia de la parroquia y la acequia pública. Finalmente, pasados unos años, el edificio mal que bien se terminó al lado de la iglesia parroquial. Tenía paredes de adobe, precario techo de paja, y sus puertas estaban sin refuerzo.
Seguramente este cabildo no fue muy sólido ni lo suficientemente amplio, por lo que en 1606 los cabildantes encararon la necesidad de hacer otro que debía contar, además de las salas de sesiones, con celdas y dependencias.
Para levantar el nuevo o modificar el anterior las autoridades decidieron que los vecinos de la ciudad entregarían sus indios y criados para que trabajasen en la obra, y que la madera necesaria se compraría con lo obtenido de una contribución impuesta al vino que se vendía al por menor.
Es curioso mencionar que el único albañil de la ciudad, llamado Bernardo de León, incurrió en un delito y fue puesto en prisión, motivo por el cual no pudieron proseguirse sus trabajos.
En marzo de 1607 se contrató a Alonso de Encinas para que dirigiese la obra por el término de un año, conviniendo en pagársele ochenta pesos. Un mes después se requirieron los servicios del carpintero Miguel de Bideaure, y se le dieron doscientos sesenta pesos, maderas y clavos, e indios para que le ayudasen.
Como el citado Bernardo de León seguía en presidio y no había otro que supiese cocer ladrillos y tejas, el procurador Juan Nieto propuso solicitar bajo fianza su libertad, lo que fue aceptado. Se lo contrató por ciento noventa pesos, pero dada su situación no podía trabajar con entera libertad. Como faltaban hacer algunas ventanas, puertas, una escalera, y enladrillar y blanquear unas habitaciones, además de que los techos no estaban listos, se resolvió pedir al teniente de gobernador, capitán Luis de Abreu de Albornoz, que le permitiera salir de la prisión, dejándolo circular por toda la ciudad. Para apresurar un poco la obra se contrató también a los carpinteros Juan y Gregorio de Acosta. 
Antes de finalizar el año de 1610 el cabildo quedó terminado, constando de tres aposentos, una celda en la planta baja y dos habitaciones y una sala en la alta.
Con el transcurso del tiempo la paja que cubría los techos fue reemplazada por tejas musleras y los muros de adobe cedieron paso a los de ladrillo calicanto y barro. En 1649 se inició la edificación de otra celda, concluida cinco años más tarde.
Pero el tiempo iba arruinando las casas y los calabozos, lo que provocó en más de una oportunidad la fuga de presos.
No disponiendo de fondos para poner en condiciones el edificio, a fines del siglo XVII se envió una carta al rey, en que se solicitaba remedio a tan penosa situación, haciéndose además toda clase de gestiones para reparar la cárcel pública. Por fin se pudo reunir algún dinero mediante impuestos y suscripciones, y en 1733 se comenzó el viejo Ayuntamiento, corriendo con la obra el alcalde José Moyano Oscariz.
En 1784 llegó a la ciudad de Córdoba el primer gobernador intendente, don Rafael Núñez, marqués de Sobre Monte. Para este entonces el Cabildo no estaba listo todavía, y una de sus preocupaciones fue darle término. Dispuso que en la recova de la planta baja se instalasen tiendas para la venta de telas, vinos y especias, por lo que se cerraron arcos y levantaron tabiques.
En 1786 encargó los trabajos al ingeniero militar Juan Manuel López, bajo cuya dirección se hicieron la escalera principal, una galería de quince arcos y las modificaciones que dieron al edificio su definido carácter colonial. Se agregó también una capilla para que pudiesen asistir a misa los recluidos y condenados, librándose años más tarde al público.
En septiembre de 1813 se reemplazó el estandarte español que se ubicaba en el balcón central por el primer escudo nacional.
En 1822 fue Casa de Gobierno de la Provincia de Córdoba.
A fines de siglo XIX, especialmente durante el gobierno de Juárez Celman, se realizaron algunas ampliaciones edilicias: el primer piso mantuvo sus características de arquitectura colonial española, sin embargo el segundo piso recibió algunos detalles clasicistas; Así mismo el Dr. Federico Bordese comenta que en 1881, se decidió contratar al Arq. Mariano Güell quien se comprometía a construir una torre de mampostería, carpintería, herrería, zinguería y pintura en el medio del frontis que tenía dos pisos sobreelevados respecto a los ya preexistentes (es decir el Cabildo cordobés llegó a tener cuatro pisos o plantas). Constaba de una pieza en donde se ubicaba un reloj y sobre este un piso-mirador rematado con un chapitel o cúspide en forma de pirámide de cuatro lados con forma de triángulos isósceles. Fue demolida en 1912.

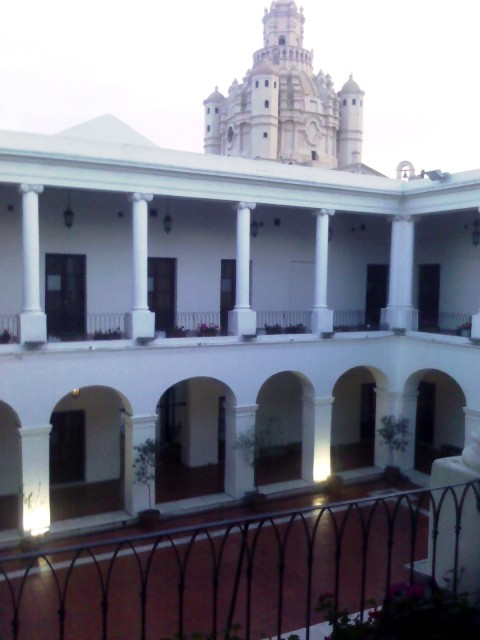
Interior del Cabildo; al fondo se ve la cúpula de la Catedral.

Durante largo tiempo, hasta 1992, se lo utilizó para asiento de la jefatura de policía. Fue en el ala que da al Pasaje Santa Catalina, en donde funcionó durante muchos años el Departamento de Informaciones (DDI) de la Policía Provincial en donde numerosos detenidos fueron torturados y asesinados durante la época de la dictadura militar de 1976 a 1983 como parte del terrorismo de Estado en Argentina.

## Estado actual
Llegado el Bicentenario (2010) el cabildo aún mantiene intacta su recova de 15 arcadas.
Un rebatimiento de mosaicos sobre el adoquinado reproduce las siluetas del Cabildo y de su vecina La Catedral de la cual se encuentra separada por el pintoresco callejón de Santa Catalina.
El edificio mantiene en su interior dos patios, uno mayor y otro menor.
Es centro de exposición de objetos arqueológicos urbanos y obras de arte de las diversas corrientes plásticas. En él funciona el Museo de la Ciudad, con una muestra permanente de obras de arte y objetos de la vida cotidiana de la historia de Córdoba. También se desarrollan espectáculos de teatro, música, canto y danza. 
Centro de información y atracción turística aún puede verse en él la antigua celda subterránea y visitar el salón Rojo donde el Intendente suele recibir a los visitantes ilustres. 
Situado en la calle Independencia al 30, al costado de la Catedral, con frente a la plaza San Martín, fue declarado Monumento Histórico por Decreto n.º 90.732 del 14 de mayo de 1941.
Desde el 10 de diciembre de 2011 es la sede de la Secretaría de Cultura de la Ciudad de Córdoba.

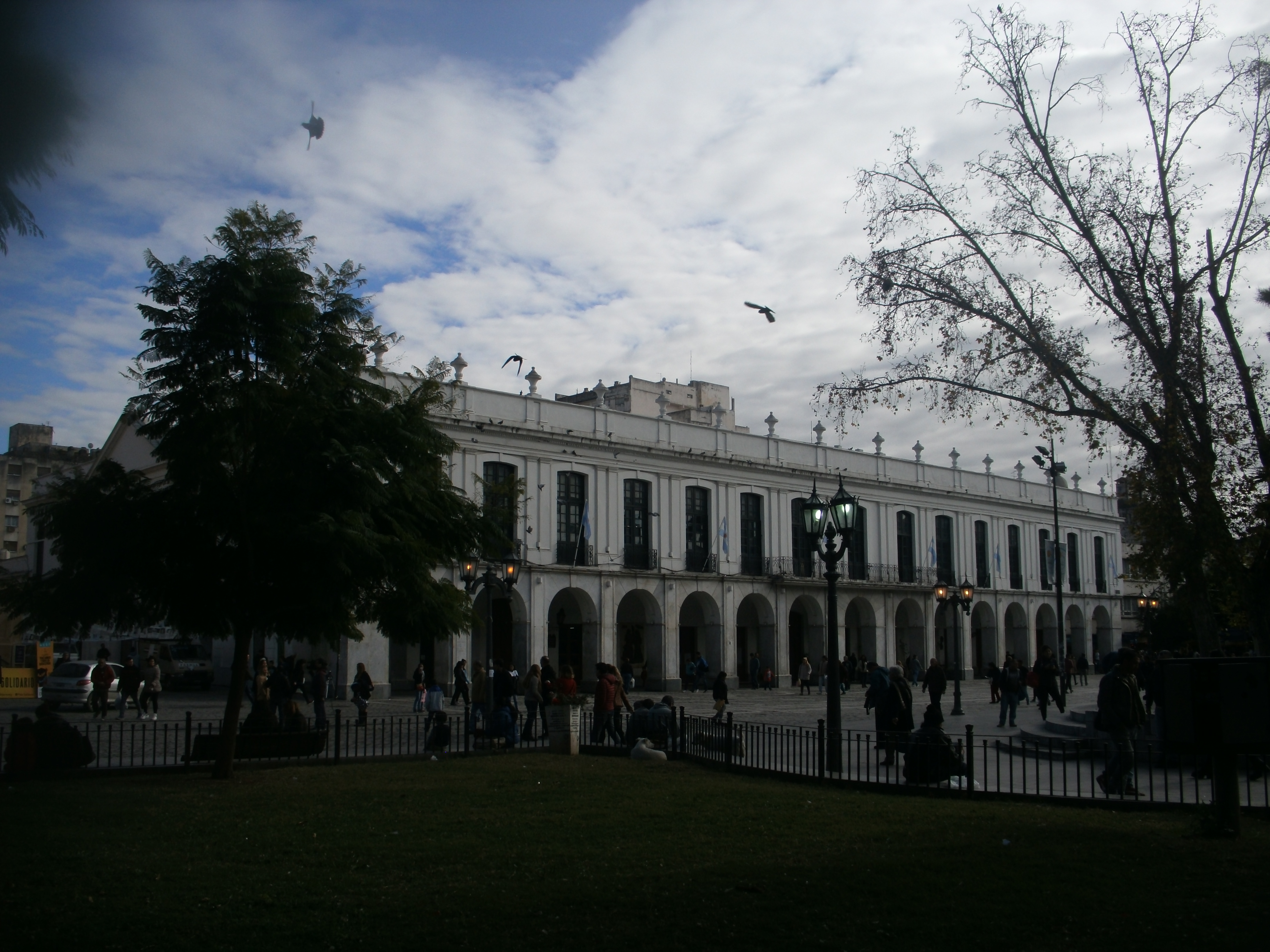
Vista de todo el largo del Cabildo de la ciudad de Córdoba.